# Buluh Cawang
Buluh Cawang is een bestuurslaag in het regentschap Ogan Komering Ilir van de provincie Zuid-Sumatra, Indonesië. Buluh Cawang telt 1583 inwoners (volkstelling 2010).